# Microplitis mahunkai
Microplitis mahunkai är en stekelart som först beskrevs av Papp 1979.  Microplitis mahunkai ingår i släktet Microplitis och familjen bracksteklar. Inga underarter finns listade i Catalogue of Life.